# 藤橋遺跡
藤橋遺跡（ふじはしいせき）は、新潟県長岡市西津町にある縄文時代の遺跡。1978年（昭和53年）10月13日、国の史跡に指定された。

## 概要
長岡市附近では、信濃川の左岸に4段の河岸段丘が発達しており、多数の縄文時代の遺跡が分布している。本遺跡は、その最下段に所在し、縄文時代後期から晩期に至る集落跡である。 
本遺跡の発掘調査は3次にわたって行なわれ遺跡の概要が把握されるに至った。遺跡のほぼ中央部に小谷が西に向かって入りこみ、それを囲む台地上に住居跡や土壙など多数の遺構が確認され、膨大な量の遺物が発見された。また、遺物包含層は小谷にも及び、木器など有機質の遺物を遺存する泥炭質の包含層の存在が予想される。住居跡については、柱穴と考えられるピットが密集している。 
発見遺物には、縄文時代後期から晩期に至る各時代の土器群があり、特に晩期終末に属する一群は最も量も多く、藤橋式として越後・会津地方一帯の標式とされている。石器も多種多様で、石剣・石冠がみられる。玉類には勾玉・丸玉があり、材料には滑石のほかヒスイが含まれ、なかには未完成品もある。ヒスイの原石を入手して玉作りをしていた晩期の集落跡は、山形県の玉川遺跡、青森県の亀ヶ岡遺跡の2遺跡があるが、本遺跡が単なる地方的な大規模集落にとどまらず、より広域な地方における中心的な存在であったことを示唆する。

## 藤橋歴史の広場
「ふるさと歴史の広場」事業の第1号として整備が行われ、復元された歴史的建造物や遺構展示館、ガイダンス施設（ふじはし歴史館）を含む公園「藤橋歴史の広場」が1992年（平成4年）にオープンした。
隣接地には長岡技術科学大学があり、もともとは当遺跡の場所も大学の建設予定地の一部であった。